# Ahigal (kommunhuvudort)
Ahigal är en kommunhuvudort i Spanien.   Den ligger i provinsen Provincia de Cáceres och regionen Extremadura, i den centrala delen av landet, 210 km väster om huvudstaden Madrid. Ahigal ligger 390 meter över havet och antalet invånare är 1 583.
Terrängen runt Ahigal är platt. Runt Ahigal är det glesbefolkat, med 8 invånare per kvadratkilometer. Närmaste större samhälle är Plasencia, 19,5 km söder om Ahigal. Trakten runt Ahigal består till största delen av jordbruksmark.